# Lampedusa In Festival
Il Lampedusa In Festival è stata una rassegna di cortometraggi (fiction, videoclip o documentari di una durata massima di 45') che si è svolta a Lampedusa dal 2009 al 2017, nel mese di luglio.
Lo slogan dell'evento era L'incontro con l'altro, a testimonianza di una particolare attenzione a storie di viaggi e integrazione. La manifestazione ha ricevuto nel 2011 e nel 2012 la medaglia d'onore da parte del Presidente della Repubblica Italiana ed è stata selezionata nel 2012 dall'UNAR come buona pratica contro il razzismo.

## Il Festival
Si tratta di un concorso per filmmakers provenienti da tutto il mondo che ha come tema principale le migrazioni, di esseri umani e di animali, in una location come quella dell'isola di Lampedusa da anni al centro di un flusso migratorio che vede migliaia di persone partire dalle coste del Nordafrica verso l'Europa. La posizione geografica molto particolare, al centro del Mar Mediterraneo, rende l'isola un punto di approdo fondamentale, nella maggior parte dei casi obbligato, per i barconi (spesso riempiti all'inverosimile) con i quali vengono affrontati i viaggi della speranza.
Il Festival si propone di mettere in risalto attraverso il cinema queste storie di viaggi e di vita con varie iniziative non esclusivamente contemporanee all'evento.
Ogni anno, alla sezione in concorso dedicata appunto alle migrazioni se ne aggiunge una seconda, anch'essa in concorso, spesso legata a temi fortemente attuali.
L'evento è organizzato dall'associazione culturale Askavusa, da anni attenta alla valorizzazione della realtà socio-culturale dell'isola di Lampedusa e attiva nella salvaguardia dei diritti fondamentali di ogni essere umano, tra i quali la libertà di movimento sancita dalla Dichiarazione universale dei diritti umani. Tra gli ideatori del Festival figurano anche Re.Co.Sol., Rete dei Comuni Solidali e Asgi, Associazione per gli Studi Giuridici sull'Immigrazione.
Una delle caratteristiche che rende molto particolare l'iniziativa è data dal fatto che gli organizzatori (sparsi in tutta Italia, fino a Londra e Bruxelles) sviluppano insieme la fase di programmazione dell'evento quasi interamente attraverso conferenze Skype. La manifestazione è inoltre autofinanziata e portata avanti da volontari italiani e stranieri, sensibili ai temi trattati.

## Edizioni

### Prima edizione (2009)

#### SezioneMigranti. Incontro con l'altro
- Primo classificato: Dallo zolfo al carbone di Luca Vullo
- Secondo classificato: Mare nostro di Andrea d'Asaro
- Menzione: Colors di Gianni del Corral

#### SezioneCulture locali, cultura materiale
- Primo classificato: Praia de monte gordo di Sofia Trincão e Óscar Clemente
- Secondo classificato: La variante Sultano di Vincenzo Cascone
- Menzione: Beddu nostru signuri di Giuseppe Tumino

### Seconda edizione (2010)

#### SezioneMigranti. Incontro con l'altro
- Primo classificato: Ali di cera di Hedy Krissane
- Secondo classificato: Le Conte de l'oiseau et de l'Hyène di Eva Sollgruber

#### SezioneInformazione
- Primo classificato: La guerra di Mario di Vincenzo Caricari

#### SezioneNaturalistica
- Primo classificato: Be water, my friend di Antonio Martino
- Secondo classificato: Iblei - Storie e luoghi di un parco (abstract) di Vincenzo Cascone

### Terza edizione (2011)
Oltre ai premi previsti nel bando di concorso, i vincitori di questa edizione hanno ricevuto una barchetta fatta dai minori ospitati nel centro di accoglienza di Lampedusa utilizzando legni prelevati dai barconi usati per la traversata.

#### SezioneApprodo e speranza
- Primo classificato: Né più né meno. La scuola Pisacane di Lucio Arisci
- Secondo classificato: Shukri, una nuova vita di Rossella Schillaci

#### SezioneLe storie
- Primo classificato: Stand by me di Giuseppe Marco Albano
- Secondo classificato: Arturo torna dal Brasile di Marco Antonio Pani

#### Premio speciale Documentaristi Emilia-Romagna
- Primo classificato: Shukri, una nuova vita di Rossella Schillaci

### Quarta edizione (2012)
Durante la quarta edizione, che si è svolta dal 19 al 23 luglio 2012, oltre al consueto tema legato alle migrazioni in generale, è stata dedicata una sezione di concorso al tema della democrazia, ai moti nati in tutti il mondo nel corso del 2011, dalla Primavera Araba ad Occupy Everywhere, passando per il Medio Oriente e quindi alle realtà che in questo contesto storico hanno avuto meno rilevanza mediatica.

#### SezioneMigrazioni e memorie
Coordinata da Dagmawi Yimer per Archivio delle Memorie Migranti (AMM) e curata da Zakaria Mohamed Ali, Hevi Dilara, Mohamed Ba, Salvatore Billeci.
- Primo classificato: Vera di Francesca Melandri
- Secondo classificato: Bailaores di Victor Sagristà
- Menzione: Distancias di Lino Bidenes

#### SezioneDemocrazia
Coordinata da Pietro De Rubeis per Movimento Giovanile Lampedusa e curata da Stefano Liberti, Costanza Ferrini, Maria Teresa De Sanctis, Mariangela Barbanente.
- Primo classificato: MinoTawra: Si esporta cambiamento di Kamikairy Fares
- Secondo classificato (ex aequo): Egitto: Un sogno fuori dal cassetto di Tommaso Dradi, I Resilienti di Francesco Casolo e Ridi Ridi Ridi: Un altro mondo è possibile di Mirko Mucilli

#### Premio speciale Archivio delle Memorie Migranti
- Primo classificato: Vera di Francesca Melandri